# ريزولوت
ريزولوت هي بلدة تقع في منطقة قيكيقتالوك في ولاية نونافوت،كندا.